# Крапивенское городище
Крапи́венское городи́ще — многослойный памятник археологии, занимающий высокий мыс правого берега реки Корень на северо-западной окраине села Крапивное Шебекинского района Белгородской области. Местные жители называют его Турецкой крепостью.

## История исследования
Городище впервые описано в начале XX века. В 1962 году памятник был обследован С. А. Плетнёвой. Учёная сочла, что в XII—XIII веках поселение относилось к Курскому уделу Черниговской земли. В то время местная керамика изготовлялась на ручном гончарном круге, характеризуясь тонкими стенками серого и жёлтого цветов. Керамический импорт представлен амфорами. В 1990 году археолог А. Г. Дьяченко обнаружил здесь металлургические шлаки, куски кричного железа, обломки жерновов, рыболовных грузил и прочих изделий. На территории памятника встретились шиферные пряслица и фрагменты стеклянных браслетов. Впоследствии разведочные исследования городища проводили краевед А. Д. Жучков и музейный работник А. А. Шанин. В 1995 и 2003 годах А. Г. Дьяченко производил здесь небольшие раскопки, выявив материалы раннего железного века и Средневековья, а также следы построек Нового времени. В котлованах древнерусских полуземлянок он обнаружил остатки глинобитной печи, обломки керамических горшков и фрагменты ножей. В 2004 году примыкающее к городищу селище «Крапивное — 2» обследовала Т. В. Сарапулкина. С 2021 года культурные напластования памятника изучаются археологом А. А. Божко, выявившим материалы золотоордынского времени.

## Описание памятника
Крапивенское городище состоит из двух частей — детинца и окольного города. Его окружают селища-посады и могильники. Археологический комплекс заключает в себе остатки нескольких археологических культур — от лесостепной (зольничной) культуры скифского времени до древнерусской. Примерно в IX—X веках нашей эры на площадке городища поселились северяне, позже вытесненные кочевниками — печенегами и половцами. В XII веке Крапивенское городище осваивается русью. Так на реке Корень возник провинциальный древнерусский город, имевший хорошую естественную защиту. Его население занималось ремёслами и торговлей, поддерживая связи с Поднепровьем, Кавказом, Византией и Польшей. Многие жители города владели грамотой.

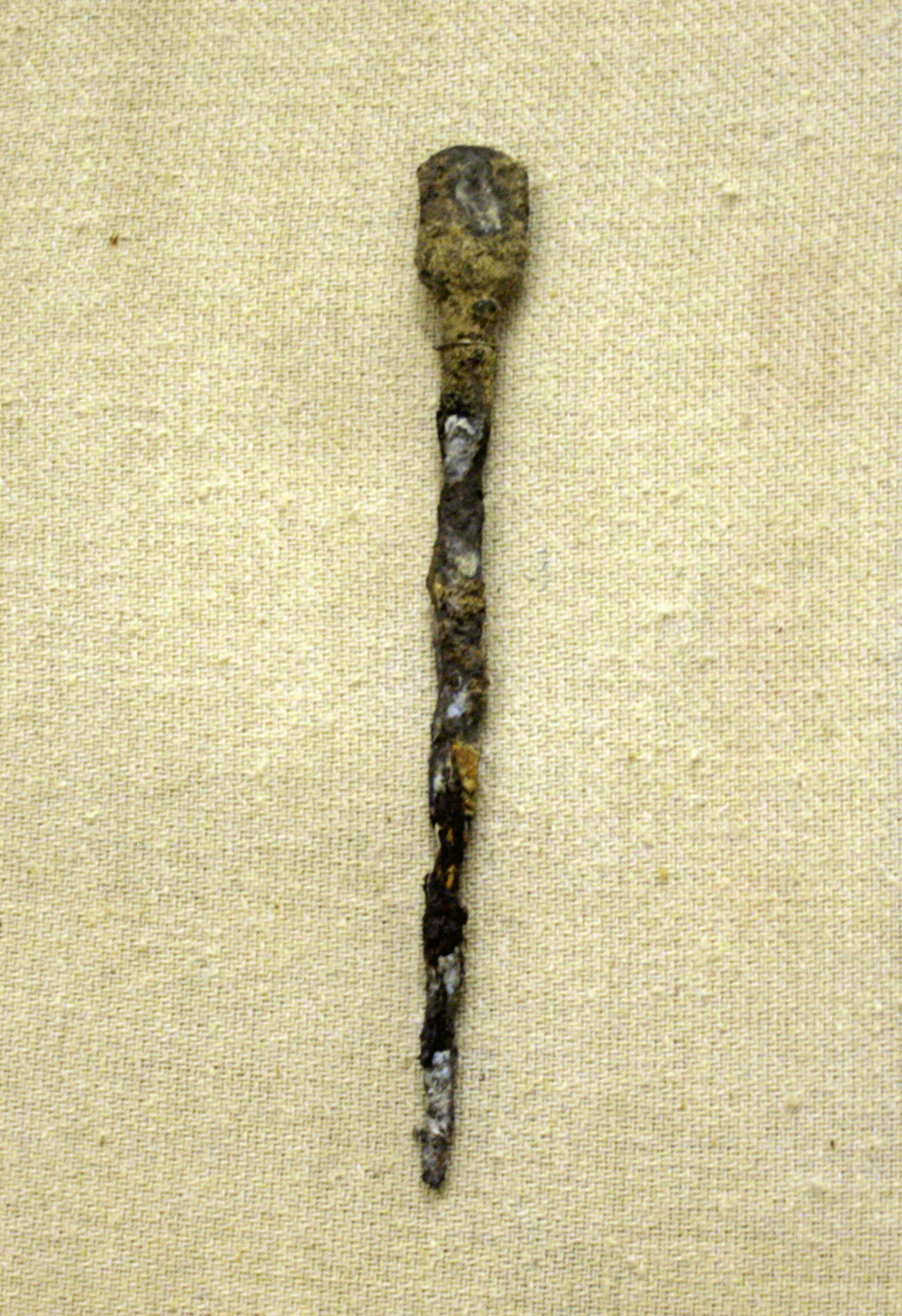
Писало. X—XIII века

После монгольского нашествия город оказался во власти Золотой Орды и ощутимо запустел (сократилась площадь застройки). Жители окончательно покинули его в XV веке из-за возросшей опасности татарских набегов и угасания проходящих через регион торговых путей.

## Соотнесение с историческими городами
А. Г. Дьяченко предположил, что в сочинениях арабского географа Идриси город упоминался как Бусара или Харада. В XII веке он выполнял те же функции, что и Белгород пятью столетиями позже. Археолог Б. А. Рыбаков соотносил данные названия с городами Салтовом и Сугровом. Однако, согласно исследованиям востоковеда И. Г. Коноваловой, локализация Бусары (Бус.да/Нусида/Бунида/Бусида) и Харады/Сарады (Х.рада/Х.т.рада/Х.т.рара/Бу’рада/Буг.рада/Бух.рава) в бассейне Северского Донца не соответствует современному уровню научных знаний.
По другой версии, Крапивенское городище представляет собой остатки средневекового города Милолюбля, относившегося к Еголдаевой тьме. Самое раннее упоминание этого названия содержится в «Списке городов Свидригайла» 1432 года (лат. «Milolubl»), самое позднее — в дипломатической переписке 1541 года (западнорус. «Милюбовъ из земълѧми и водами»). Округа заброшенного города («на реке на Донце волость Милолюбская, Донецкая тож») сперва причислялась к Путивльскому уезду, а в конце XVI века вошла в состав Белгородского уезда.

## Современность
Памятник пострадал в ходе добычи мела и в результате разграбления чёрными копателями. Сегодня Крапивенское городище считается объектом историко-культурного наследия, включено в Государственный реестр и находится под защитой закона.

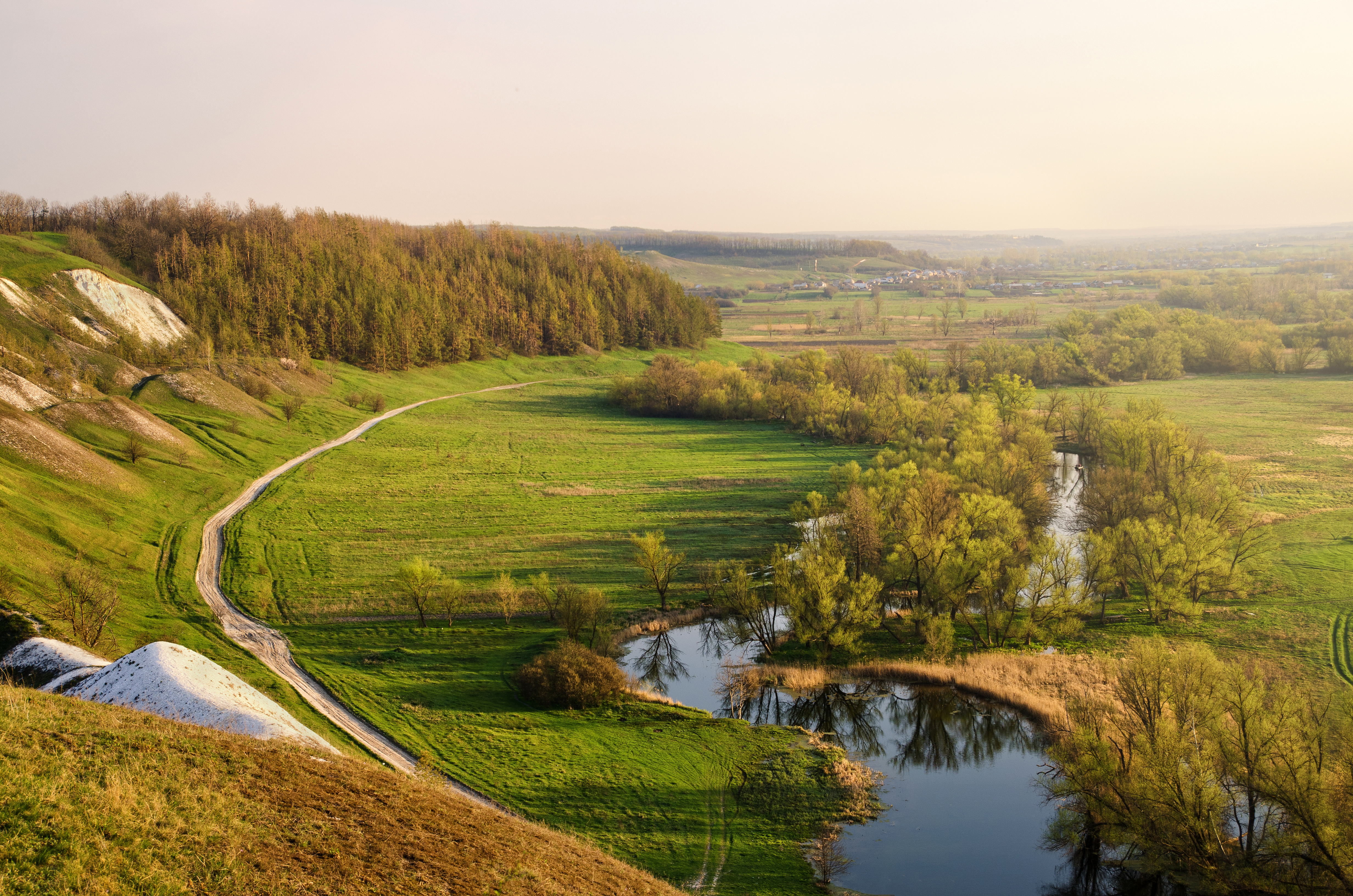
Вид на реку Корень
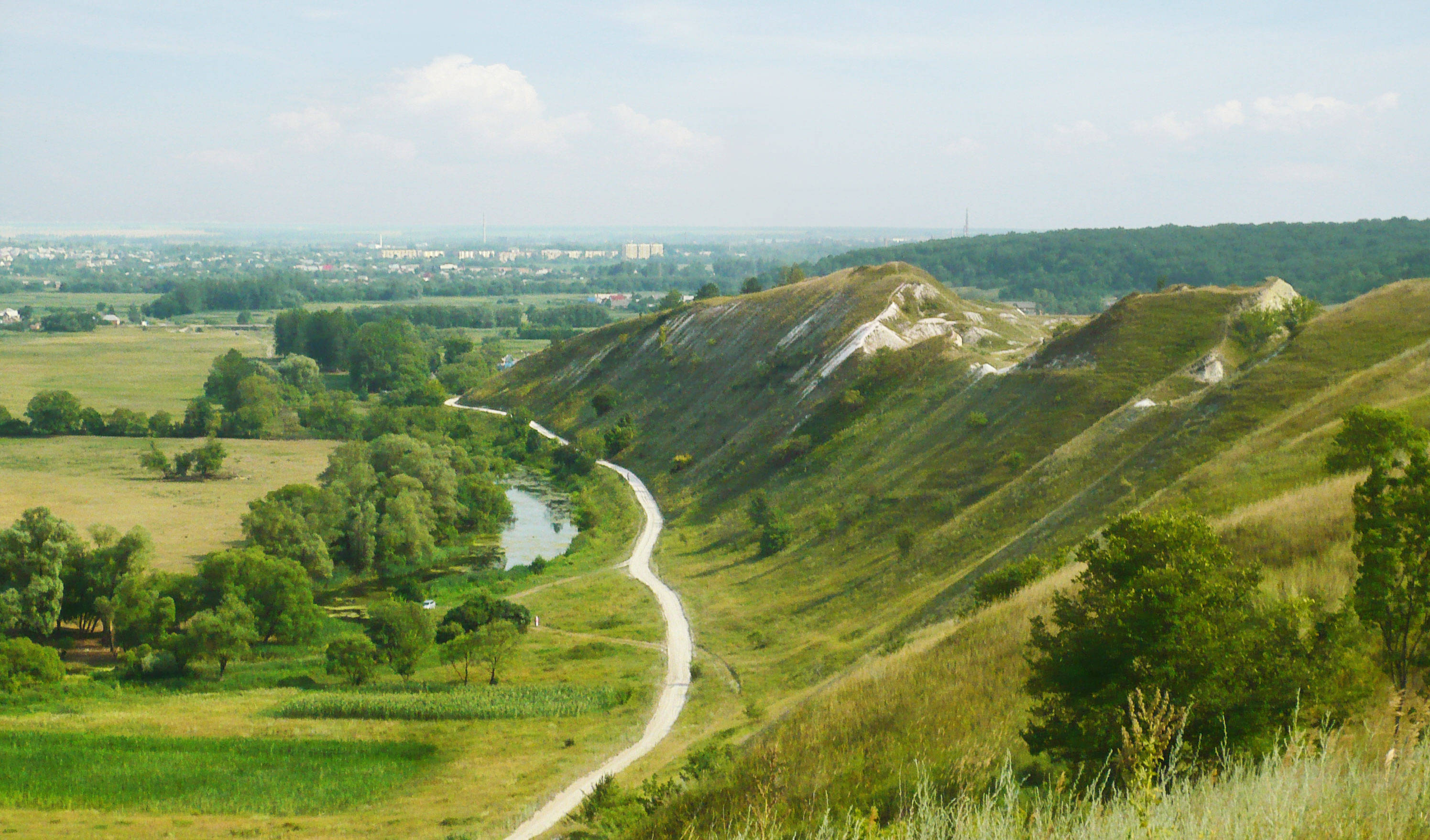
Дорога в Шебекино
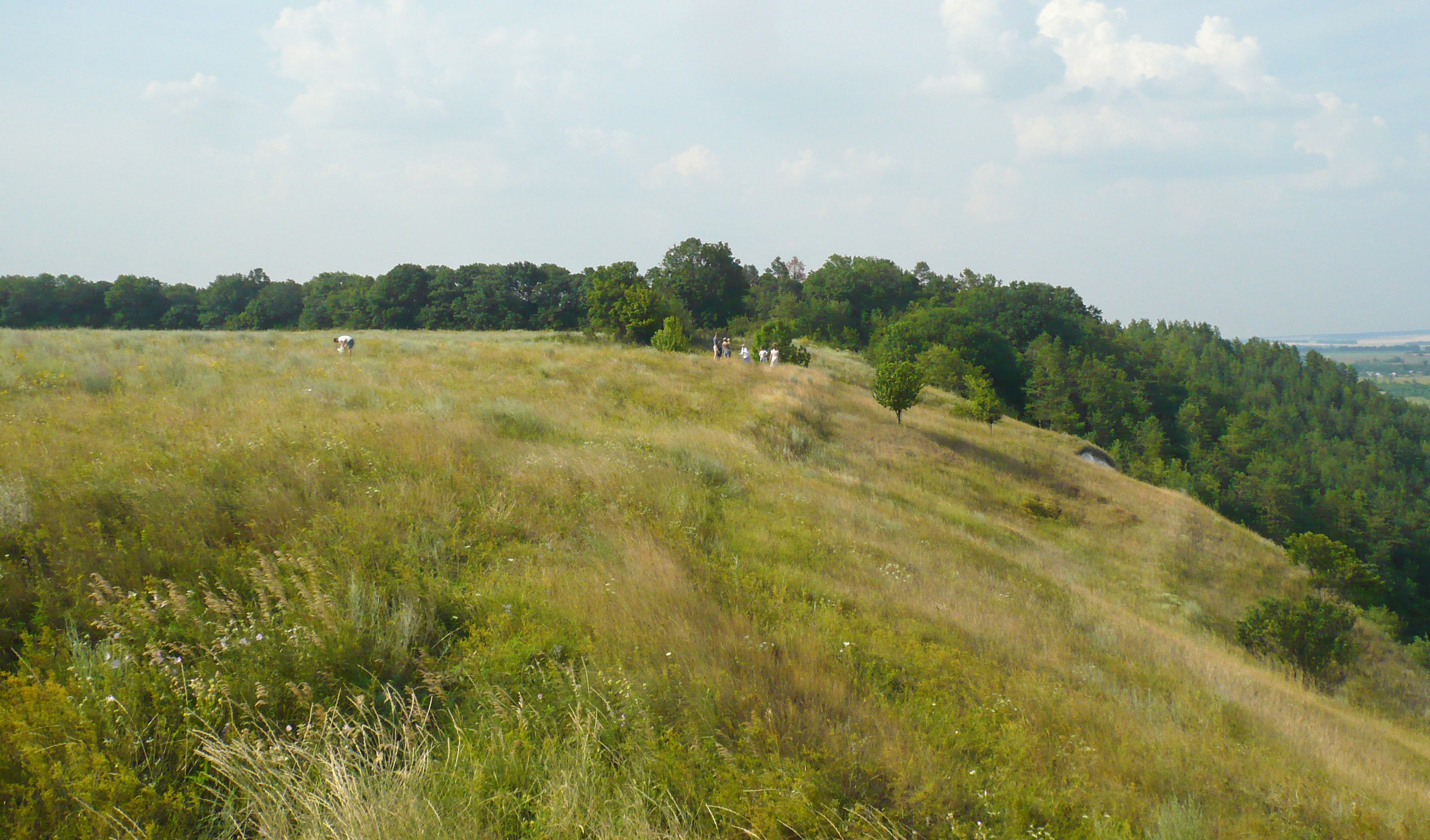
Место, где в XII—XV веках находился крупный город
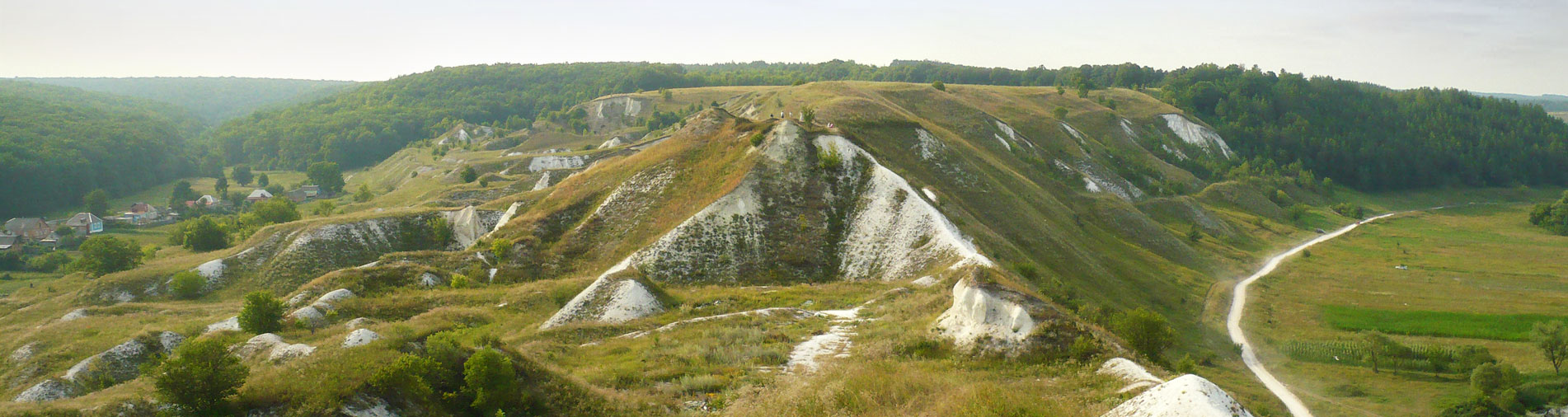
Город был защищён крутыми обрывами
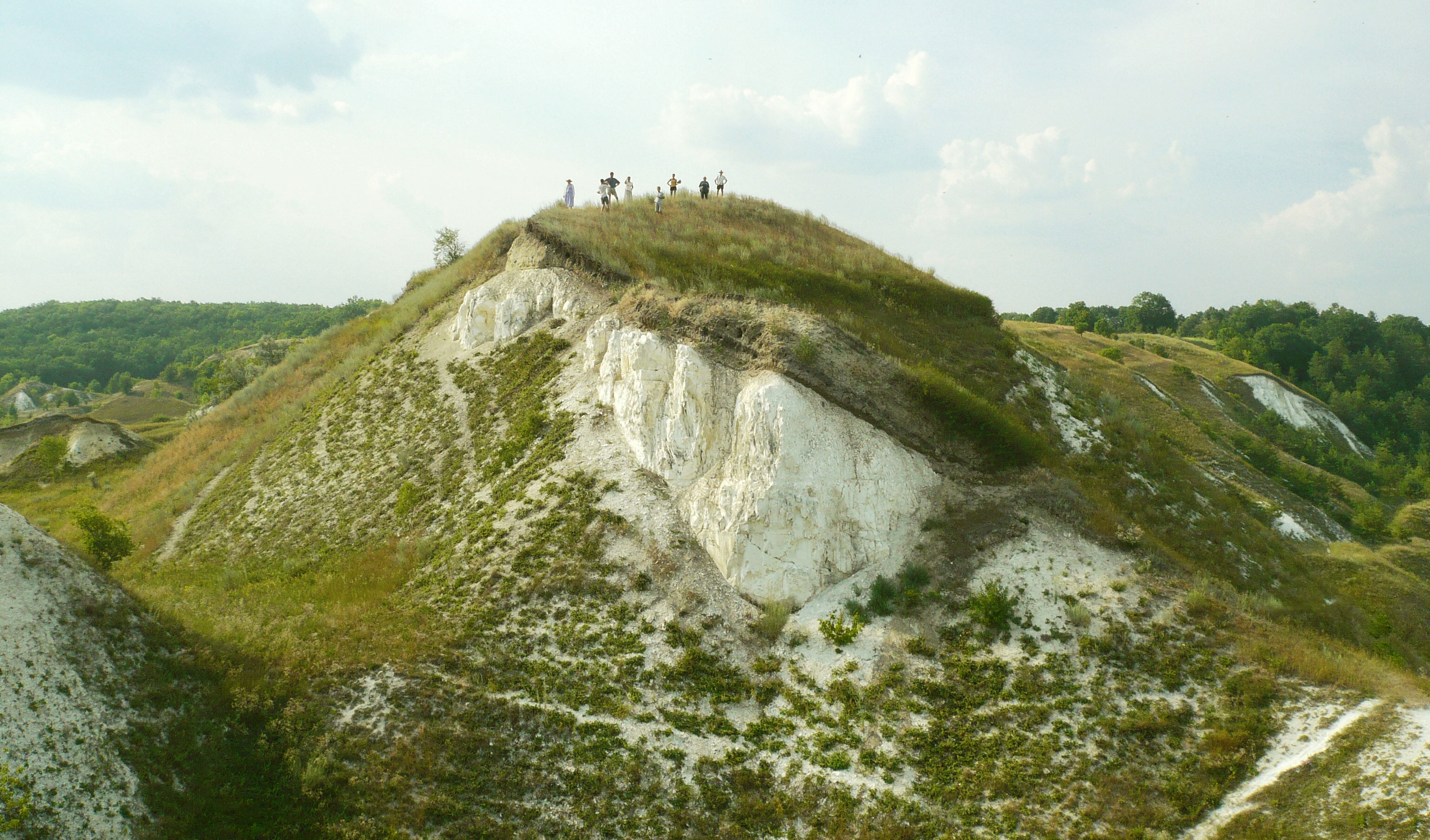
Следы разработок мела
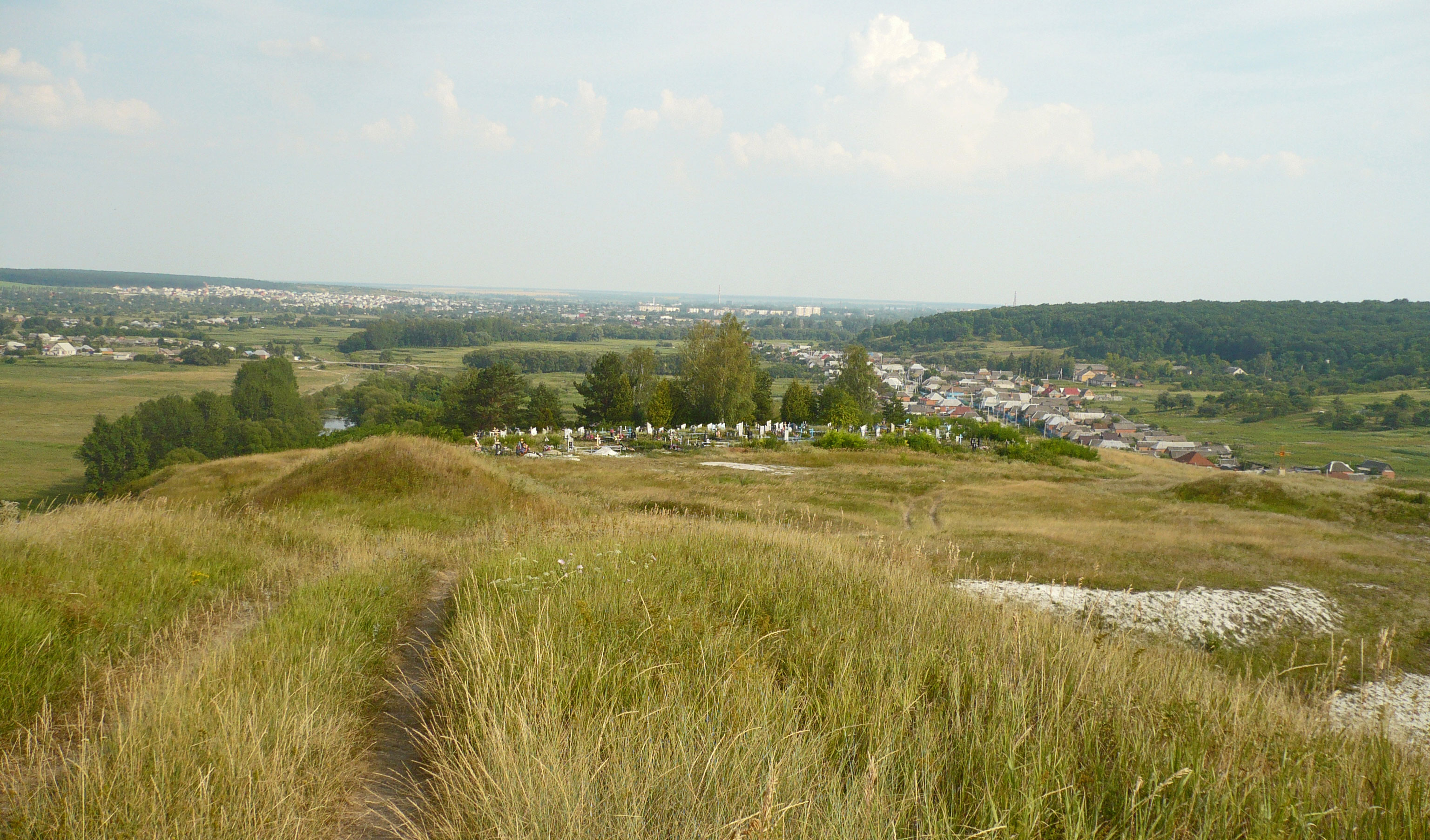
На южной оконечности городища находится кладбище
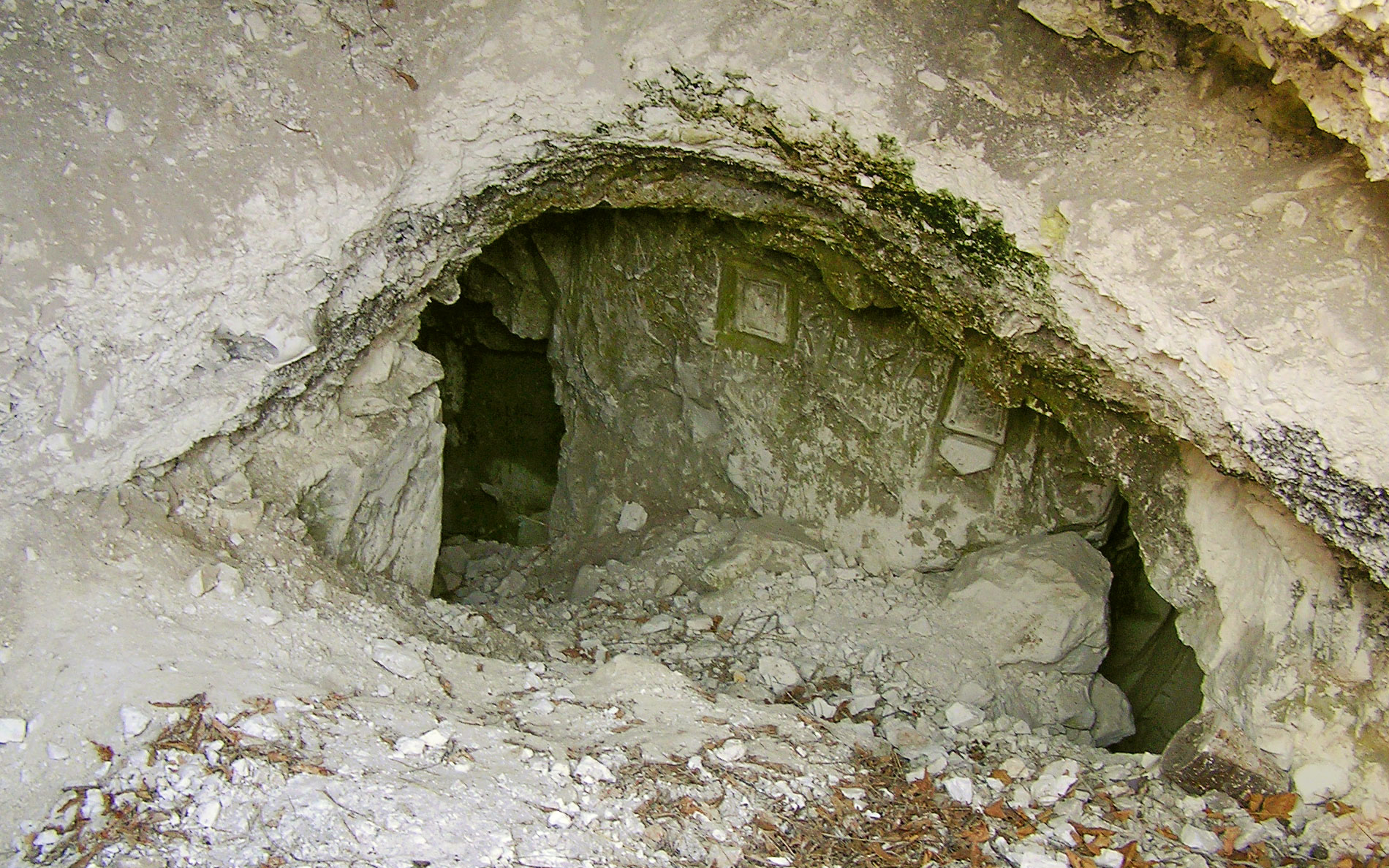
Грот в меловой скале. 2005 г.
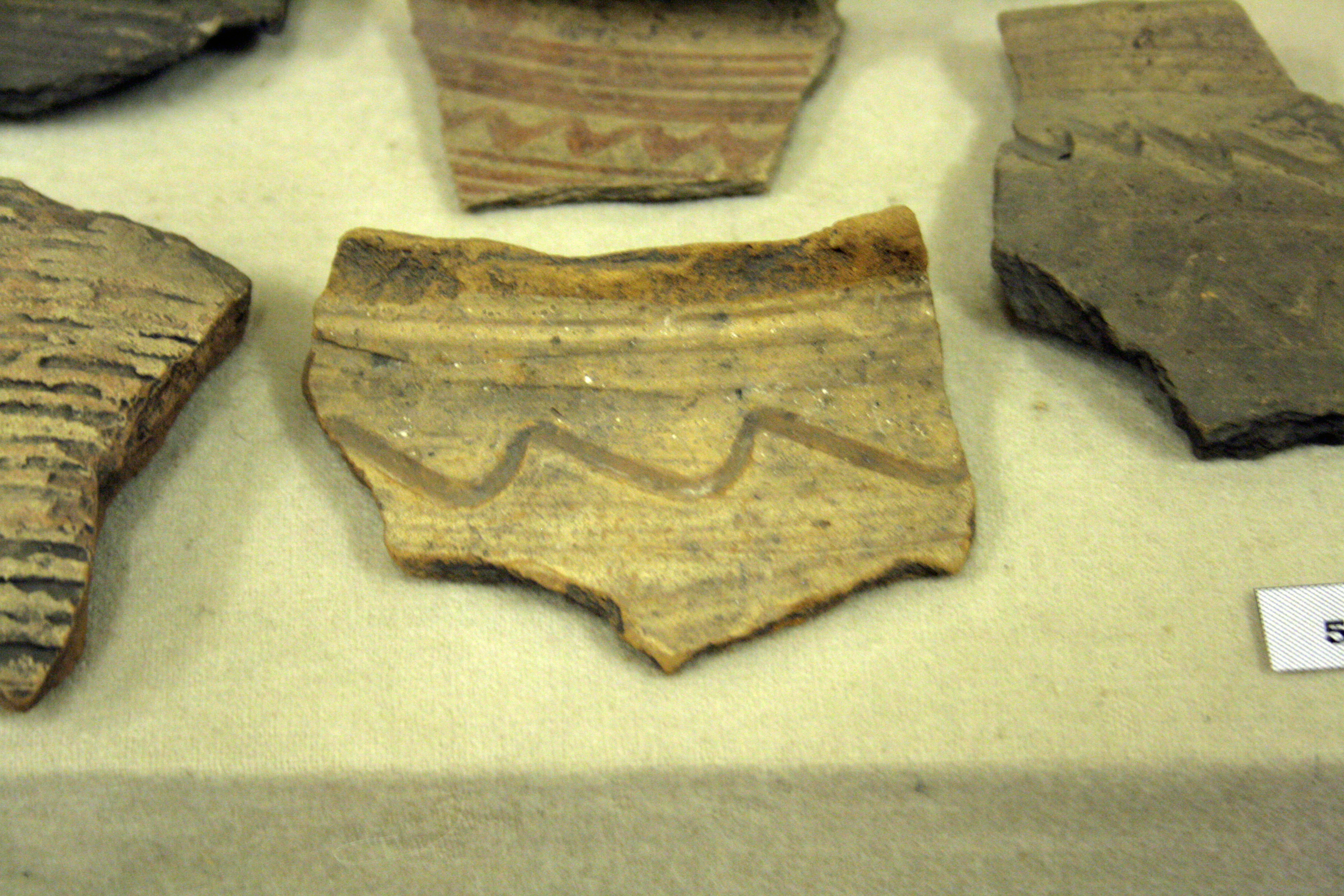
Обломки керамической посуды, найденные археологами